# ブラッド・レッド・スカイ (映画)
『Blood Red Sky』（別題：『Transatlantic 473』）は、ステファン・ホルツが監督し、ピーター・ソーワースと共同で脚本を手掛けた、イギリス・ドイツ合作のアクション・サスペンス・ホラー映画。出演は、ローランド・ムーラー、ペリ・バウマイスター、チディ・アジューフォ、アレクサンダー・シェア。ドミニク・パーセルなど。2021年7月23日にNetflixで全世界に配信された。

## あらすじ
大西洋を横断する夜行便をハイジャックしようとするテロリストたちの前で、謎の病に冒された女性が行動を起こす。息子を守るために、彼女は暗い秘密を打ち明けなければならず、これまで隠してきた内なる怪物を解き放つことを余儀なくされる。

## キャスト
※括弧内は日本語吹替。
- ナディア - チディ・アジュフォ[4]（朴璐美）
- エイトボール - レクサンダー・シェーア（家中宏）
- ファリード - カイス・セッティ（三上哲）
- エリアス - カール・コッホ（松本沙羅）
- ドラモンド大佐 - グレアム・マクタヴィッシュ（辻親八）
- カール - ローランド・ムーラー（落合弘治）
- バーグ - ドミニク・パーセル（谷昌樹）
- バスティアン - カイ・イヴォ・バオリッツ（俊藤光利）
- アレクサンダー・シェア
- ペリ・バウマイスター

日本語吹替その他：関口雄吾、菊池通武、清水優譲、中島智彦、米本早希、橋本信明、塙英子、木村香央里、新祐樹、豊田茂、及川いぞう、桜岡あつこ、山口協佳、渡辺ゆかり、山橋正臣、羽鳥佑
日本語版制作スタッフ 演出：小山悟、翻訳：佐藤恵子、調整：吉本晋、制作：東北新社

## 製作

### 撮影
2020年9月11日、COVID-19の陽性反応を示したエキストラがいたため、映画『Transatlantic 473』のプラハでの撮影が一時的に中止されることが発表された。

## 公開
『ブラッド・レッド・スカイ』は、Netflixが2021年に公開する71本のオリジナル映画のひとつで、毎週少なくとも1本の新作を公開することを目的とした戦略の一環である。この映画のティーザー トレーラーは、2021年6月7日に開催されたNetlix のGeeked Weekで公開され、まず最初に番組中に、次にTwitterで、その後Youtubeで公開された。